# みんなでスコール
『みんなでスコール』は、1964年4月17日から同年9月16日まで日本テレビ系列局で放送されていた日本テレビ製作の音楽バラエティ番組である。カラー放送。サントリーの一社提供。

## 概要
毎回40人ほどの男声合唱団が当時のヒット曲を歌唱していたミュージカルバラエティ番組。ゲストが時事を語る「スコール放談」、「バカな実験」、「お手を拝見」などのサブコーナーも設けていた。
司会は高島忠夫と淡路恵子が務めていた。演出は、当時日本テレビの社員だった矢追純一が手掛けていた。

## 放送時間
いずれも日本標準時。
- 金曜 19:00 - 19:30 （1964年4月17日 - 1964年7月3日）
- 金曜 22:30 - 23:00 （1964年7月10日）[4]
- 水曜 20:30 - 21:00 （1964年7月15日）[5]
- 水曜 22:30 - 23:00 （1964年7月22日 - 1964年9月16日）

## スタッフ
- 構成：前田武彦、保富康平、倉本聰[2]
- 音楽：三保敬太郎、山屋清[2]
- 演出：矢追純一、水原位頴
- 制作（プロデューサー）：増田善次郎[2]